# Verhüllter Reichstag
Der Verhüllte Reichstag (englischer Originaltitel: Wrapped Reichstag) war ein Kunstprojekt des Künstlerehepaars Christo und Jeanne-Claude. Im Rahmen des Projektes, dessen Realisierung von 1971 bis 1995 dauerte, wurde das Reichstagsgebäude in Berlin vom 24. Juni bis zum 7. Juli 1995 vollständig mit aluminiumbedampftem Polypropylengewebe verhüllt. Die Reichstagsverhüllung stellt eines der bekanntesten Werke für Kunst im öffentlichen Raum dar.

## Frühe Anregungen
Christo äußerte in einem 1986 von Masahiko Yanagi geführten Interview: „Zunächst einmal hatte ich ein besonderes Interesse an Deutschland, weil ich meine erste Einzelausstellung 1961 in Köln hatte, und seit 1958 gibt es in Deutschland viele Sammler, Museumsleute, Kritiker und Freunde, die an meiner Arbeit interessiert sind. [… und] zwischen 1970 und 1972 entstanden einige Zeichnungen zu einem 40 Kilometer langen Stoffzaun in West-Berlin, der die Mauer entlanglaufen und sie dem Blick entziehen sollte.“ Auch den Umstand, dass der Reichstag sowohl von Ost- als auch von Westberlin aus zu sehen war und damit ein verbindendes Moment während des Kalten Krieges darstellen konnte, empfand Christo als motivierend. Den Fall der Mauer sah er dann noch als eine größere Chance an, da nach dem „Dornröschenschlaf“ des Reichstages das Projekt nun „zu einem Ausdruck von Hoffnung und demokratischer Überzeugung werden“ könne.

## Realisierungsgeschichte

### Planung und Vorbereitung

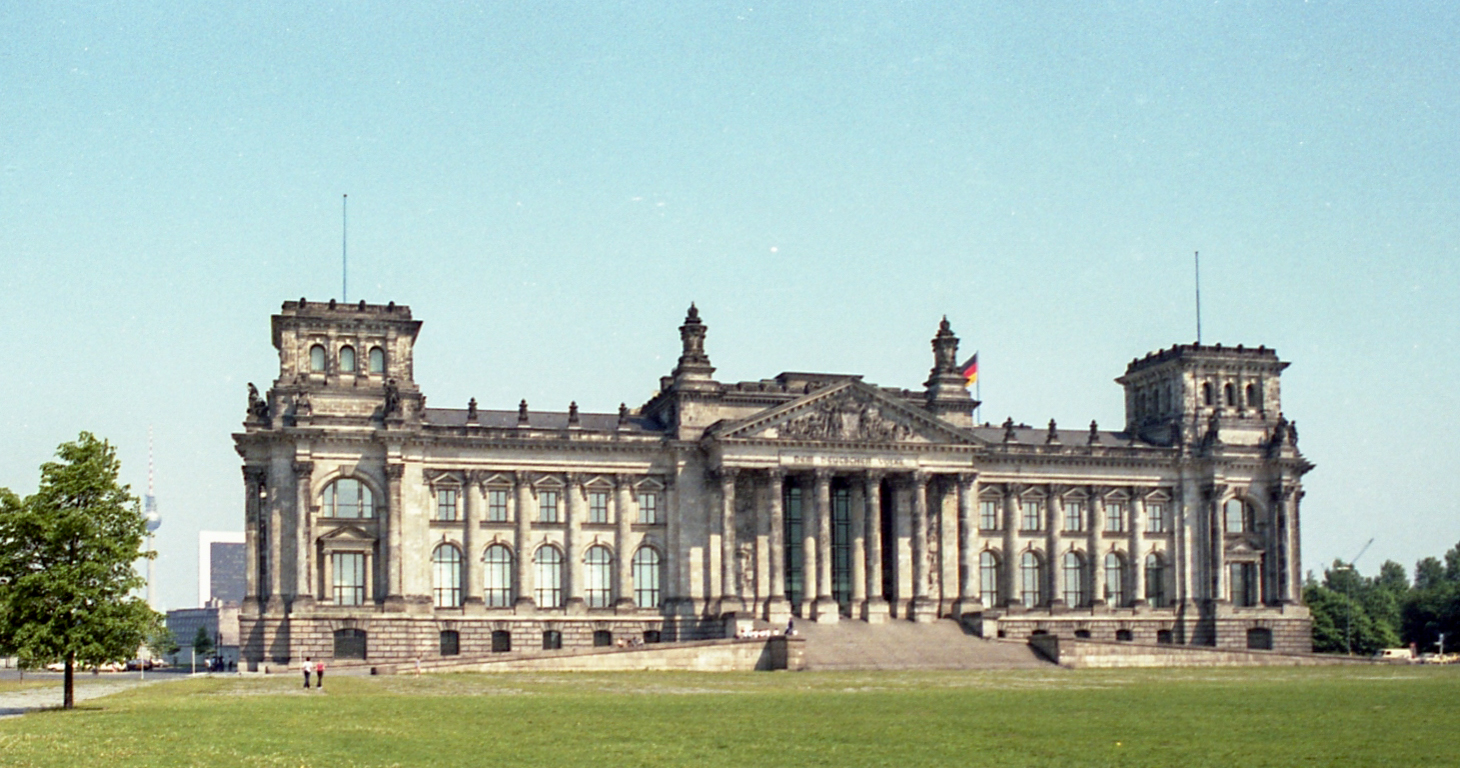
Das Reichstagsgebäude noch ohne Glaskuppel (1982)

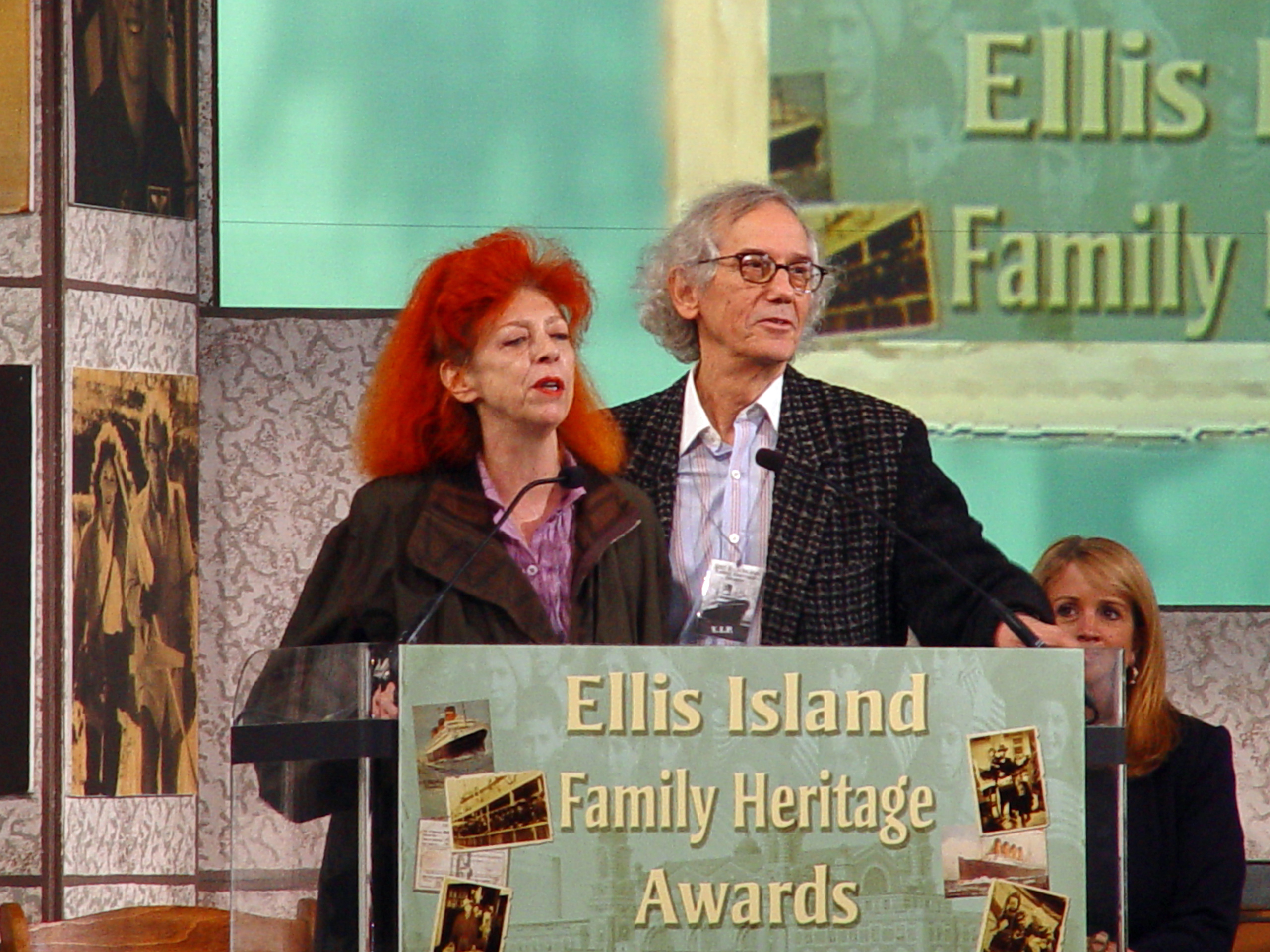
Künstlerpaar Christo und Jeanne-Claude

Christo erhielt 1971 von dem in Berlin ansässigen Amerikaner Michael S. Cullen eine Ansichtskarte vom Reichstagsgebäude mit dem Vorschlag, dieses zu verhüllen. Die Künstler zeigten Interesse und baten Cullen, sich mit der Beschaffung der nötigen Genehmigungen zu befassen. 1972 fertigte Christo die erste Collage für das Projekt Verhüllter Reichstag an. Vorerst kam das Vorhaben jedoch nicht voran und erst 1976 nahm Christo das Gebäude persönlich in Augenschein. Immerhin kam es dabei zu einem Gespräch mit Bundestagspräsidentin Annemarie Renger. 1977 fanden weitere Treffen mit deutschen Politikern statt, doch der nun amtierende Bundestagspräsident Karl Carstens lehnte das Projekt ab.
Im Jahr 1978 bildete sich in Hamburg ein „Kuratorium für das Reichstagsprojekt“ und es folgten weitere Deutschland-Besuche Christos. 1980 versprach Walter Scheel, mit dem nächsten Bundestagspräsidenten, Richard Stücklen, zu sprechen. Doch dieser lehnte ein Jahr später ebenfalls ab. Am 4. Oktober 1981 besuchte Willy Brandt Christo und Jeanne-Claude in New York und verbreiterte dadurch die ‚Zustimmungsbasis‘, doch musste der folgende Bundestagspräsident Rainer Barzel, der nicht gegen das Projekt war, kurz vor der Entscheidung zurücktreten. Auch der 1986 Regierende Bürgermeister von Berlin, Eberhard Diepgen, besuchte die Künstler in New York, doch lehnte ein Jahr darauf beim Empfang von 70.000 zustimmenden Unterschriften von Berlinern der Bundestagspräsident Philipp Jenninger das Projekt zum dritten Mal ab. 1989 fiel die Mauer, 1990 wurde Deutschland wiedervereint, und nun schien das allgemeine Aufbruchsklima auch ungewöhnliche Ideen zu beflügeln: Die neue Bundestagspräsidentin, Rita Süssmuth, bot 1991 in einem Brief an Christo und Jeanne-Claude ihre Unterstützung an.
Christos Deutschland-Besuche Nr. 22 bis 35 folgten 1992 und 1993 – Zitat aus Christos Bericht: „Ein maßstabsgerechtes Modell des Verhüllten Reichstags wird im Reichstag und später in der Lobby des Bundestags in Bonn aufgestellt. Ein langes und mühsames Lobbying beginnt. Wolfgang und Sylvia Volz sowie Michael S. Cullen arrangieren für Christo und Jeanne-Claude Gesprächstermine mit Hunderten von Abgeordneten, die alle einzeln in ihren Büros aufgesucht werden.“
Das Team für die Umsetzung des Projekts bestand zu dieser Zeit aus Christo, Jeanne-Claude, Michael S. Cullen und drei weiteren Freunden. Um in Berlin mobil zu sein, richteten sie sich in einem Kleinbus ein Büro ein, von dem aus die Arbeiten koordiniert wurden.
Am 25. Februar 1994 gab der Bundestag „nach einer leidenschaftlich geführten Debatte“ seine Zustimmung zum Projekt Verhüllter Reichstag. Kommentar: „Es ist das erste Mal in der Geschichte, daß in einem Parlament über die zukünftige Existenz eines Kunstwerkes debattiert und abgestimmt wird.“ Die Abgeordneten entschieden sich mit 292 zu 223 Stimmen für die Umsetzung.
Es war auch ein bedeutender Sieg der Bundestagspräsidentin Rita Süssmuth gegen die eigene Partei. Prominenteste Gegner des Projekts waren nämlich Bundeskanzler Helmut Kohl und Wolfgang Schäuble. Rita Süssmuth war dagegen überzeugt von der „friedliche[n] Botschaft an Berlin und die Welt. Das war nicht das aggressive Deutschland. Es war eine Botschaft von Kunst und Kultur, die in die Welt ausstrahlte.“
| Partei       | Dafür | Dagegen | Enthaltung |
| ------------ | ----- | ------- | ---------- |
| CDU/CSU      | 077   | 184     | 005        |
| SPD          | 162   | 017     | 001        |
| FDP          | 035   | 020     | 002        |
| PDS          | 011   | 000     | 000        |
| Grüne        | 006   | 000     | 001        |
| Fraktionslos | 001   | 002     | 000        |
| Gesamt       | 292   | 223     | 009        |
| Gesamt       | 056 % | 043 %   | 002 %      |

Die letzte Veranstaltung vor dem geplanten Umbau des Reichstags zu dessen neuer Nutzung für die Plenarsitzungen des Bundestages fand am 2. Dezember 1994 statt. Ende Mai 1995 waren die Vorbereitungen für die Bauarbeiten abgeschlossen. Nach der Abstimmung am 25. Februar 1994 hatten die Künstler eine zeitliche Auflage für ihre Kunstaktion erhalten: „‚Wir möchten, daß unser Projekt unmittelbar vor dem Eintreffen der ersten Kräne und Bulldozer stattfindet‘, so Christo mit Bezug auf die geplanten Umbaumaßnahmen. ‚Wir möchten diesen Reichstag – keinen anderen Reichstag – in diesem einzigartigen Moment verhüllen.‘“ Der anschließende Umbau dauerte bis April 1999.

### Umsetzung

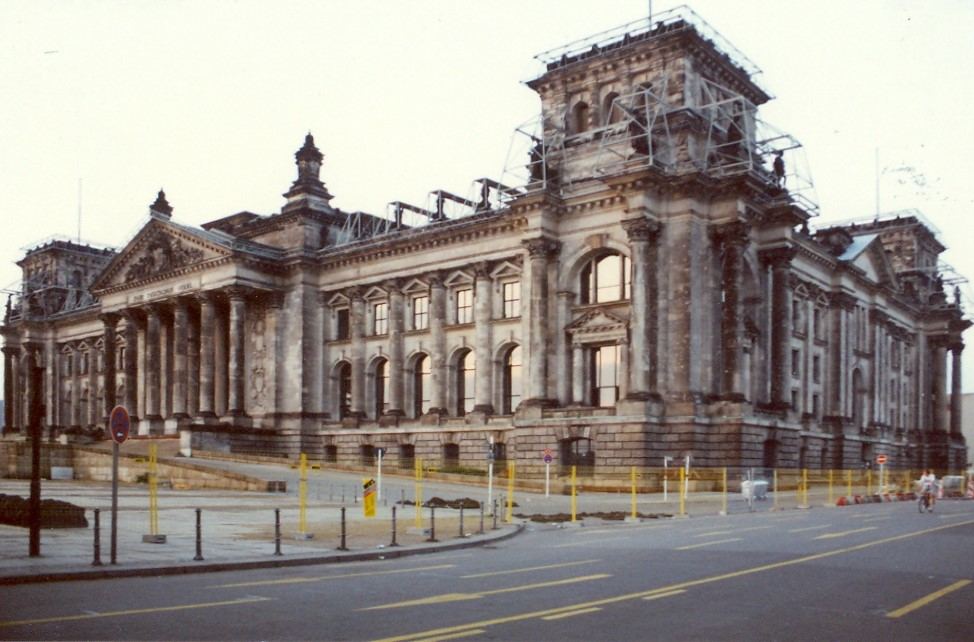
Das Reichstagsgebäude erhielt bei der Vorbereitung der Aktion eine Unterkonstruktion auf dem Dach

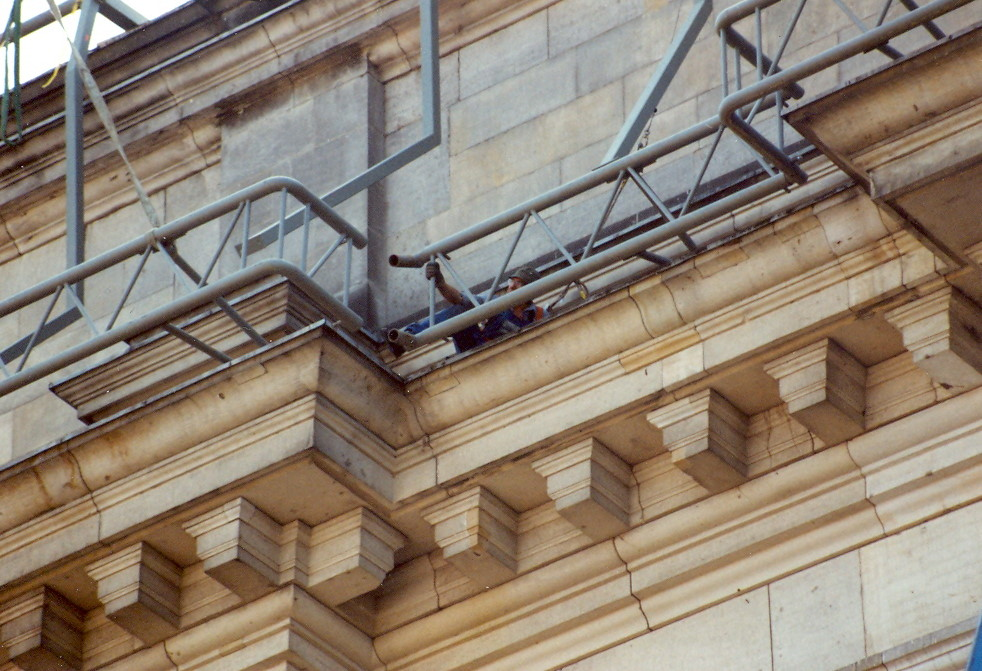
Unterkonstruktion aus Stahl, über die die Gewebebahnen geführt werden

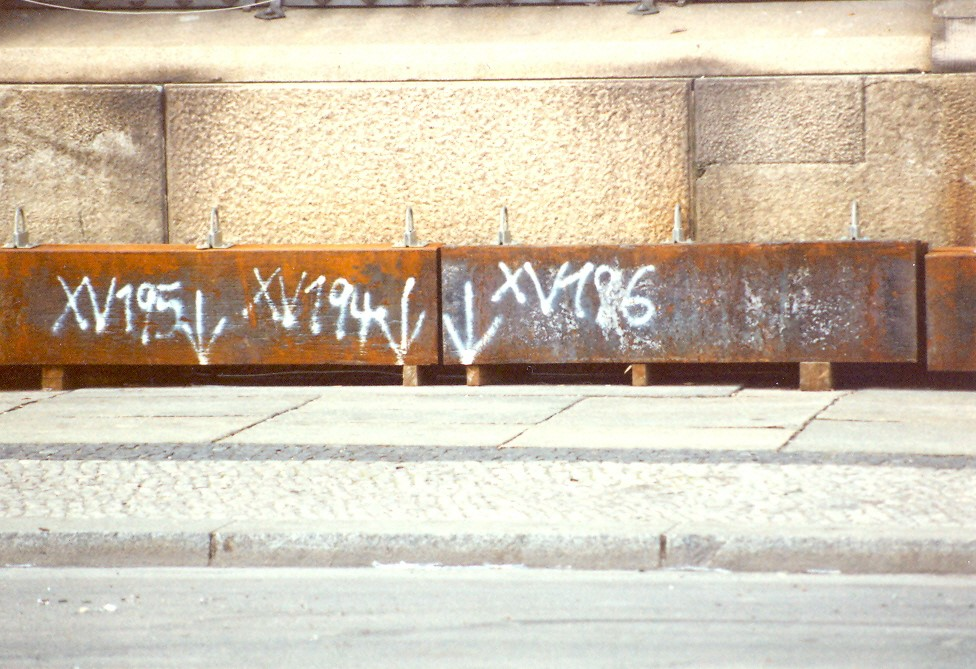
Stahlträger am Boden zur Verankerung der Stoffbahnen

Nach dem Erhalt der Genehmigung wurde die Verhüllter Reichstag GmbH gegründet, über die ab diesem Zeitpunkt alle Geschäfte abgewickelt wurden. Die Posten des kaufmännischen und des technischen Leiters wurden vergeben, Anwälte engagiert und ein Ingenieurbüro mit der technischen Umsetzung beauftragt. Danach wurden insgesamt zehn Firmen ausgewählt, die für die Herstellung und Bereitstellung der Materialien sorgten.
Da Christo und Jeanne-Claude „das ästhetische Klima, in dem das Publikum ihr Werk verstehen und aufnehmen kann“, selbst hervorbringen, ist der Biograf Jacob Baal-Teshuva der Meinung, dass „technische und statistische Details von wesentlicher Bedeutung für ihre Projekte sind“; er nennt als Vergleich die Rockmusik und generell die Postmoderne Kunst, für die thematische und inhaltliche Fragen oft wichtiger wären als stilistische. Aus diesem Grund ist auch für das Projekt ‚Verhüllter Reichstag‘ die Entstehungsgeschichte samt der technischen Details von besonderer Bedeutung. Insgesamt benötigten die Künstler etwa 100.000 m² Polypropylengewebe, das von der deutschen Firma Schilgen gewebt und von ROWO Coating mit Aluminium bedampft wurde, 15.600 Meter blaues Polypropylenseil und 200 Tonnen Stahl für die Unterkonstruktion.
Da der Vorgang der Verhüllung selbst zum Kunstwerk gehörte, waren Christo und Jeanne-Claude von Anfang an dagegen, Kräne, Hubsteiger oder Gerüste zu verwenden. Sie wollten, dass die Verhüllungsarbeit von Menschen durchgeführt wird. Deshalb wurden zusätzlich 90 professionelle Kletterer engagiert, die diese Arbeit erledigten.
Nach zahlreichen Stunden intensiver Arbeit und einigen kleineren Pannen und Problemen konnte die Verhüllung am 24. Juni 1995 abgeschlossen werden. Das 13 Millionen US-Dollar teure Kunstwerk wurde allein am letzten Tag laut Polizeiangaben von 500.000 Besuchern betrachtet. Am 7. Juli wurde schließlich mit dem Abbau begonnen. Insgesamt besuchten in den zwei Wochen des Bestehens etwa fünf Millionen Menschen das Kunstwerk. Das gesamte Verhüllungsmaterial wurde nach dem Abbau wie angekündigt dem Recycling zugeführt. Ursprünglich sollte das Gewebematerial zur Herstellung von Bigbags genutzt werden, um diese dann als Werbeträger zur Rücknahme von Alttextilien zu verwenden. Das blaue Seil sollte zur Herstellung von Kletternetzen an Kindergärten gespendet werden. Das von dem westfälischen Recycler Dirk Lechtenberg entwickelte Konzept musste jedoch kurz vor Beginn der Verhüllung geändert werden. Die Bundestagsfraktion Bündnis 90/Die Grünen hatte Bedenken geäußert wegen der Ausrüstung des Gewebes und der Seile mit Flammschutzmitteln. Das Gewebe wurde dann zu Geotextilien verarbeitet. Allerdings konnte man auch Stücke des Stoffes kaufen.

## Arbeitsmaterial Stoff

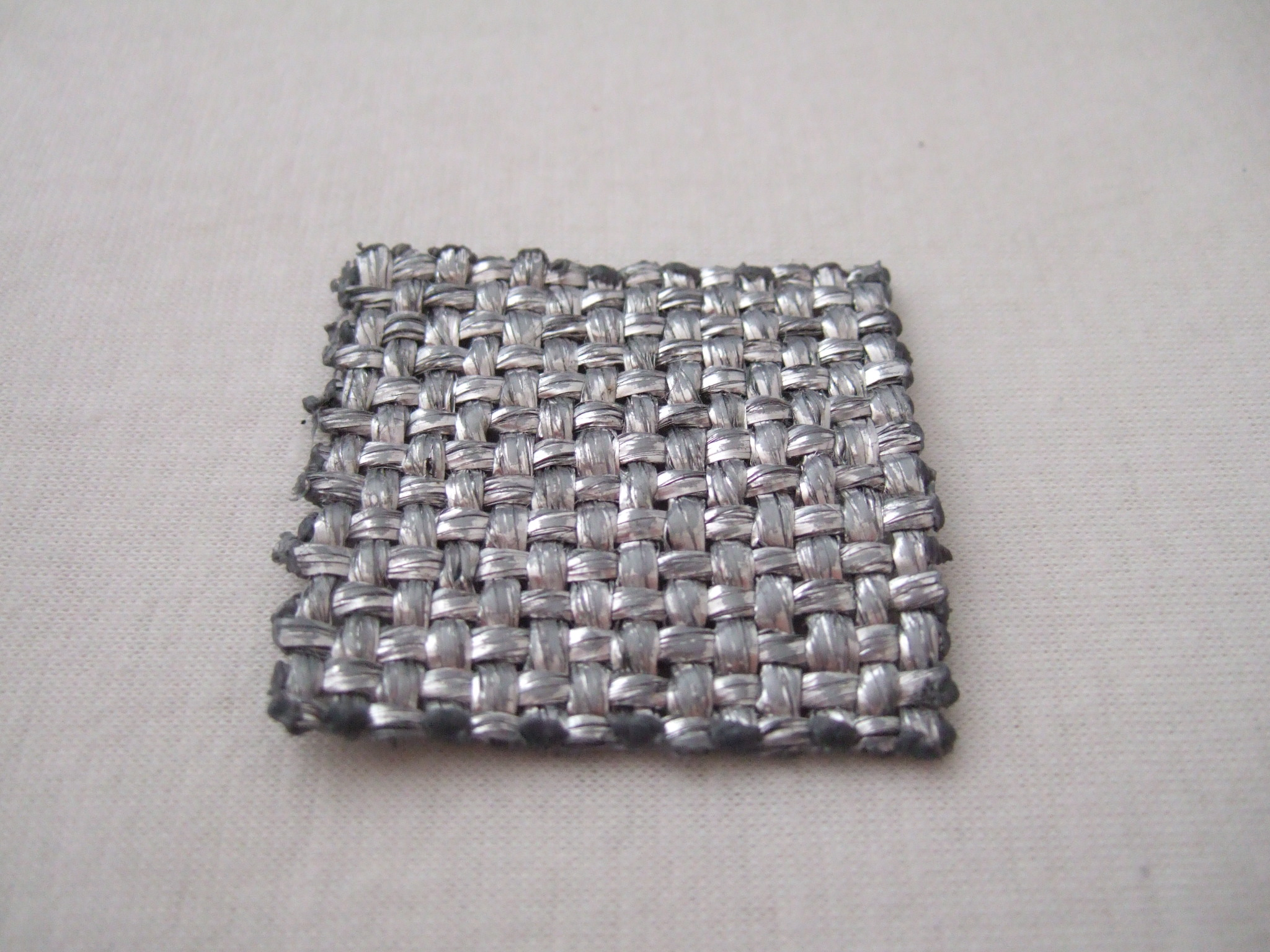
Gewebematerial, mit dem der Reichstag verhüllt wurde
(Musterstück, 5 × 5 cm)

Ein besonderes Augenmerk muss bei den Arbeiten von Christo und Jeanne-Claude auf das Arbeitsmaterial Stoff gelegt werden. Christo schrieb in einer Pressemitteilung zum Projekt Verhüllter Reichstag: „Die ganze Kunstgeschichte hindurch haben Stoffe und Gewebe die Künstler fasziniert. Von den ältesten Zeugnissen der Bildenden Kunst bis hin zur Kunst der Gegenwart ist die Struktur von Stoffen – Faltenwürfe, Plissees, Draperien – ein bedeutender Bestandteil von Gemälden, Fresken, Reliefs und Skulpturen aus Holz, Stein und Bronze. Die Verhüllung des Reichstags mit Gewebebahnen folgt dieser klassischen Tradition. Stoffbahnen – wie die Kleidung oder die Haut – haben etwas Zartes und Empfindliches, sie verdeutlichen die einzigartige Qualität des Vergänglichen.“ Zudem bindet das Gewebe die Natur in das Kunstwerk ein, da der Wind den Faltenwurf verändert und die metallische Oberfläche die Färbung des Himmels reflektiert.

## Rezeption und Interpretation
Christo und Jeanne-Claude schufen mit dem Projekt Verhüllter Reichstag ein Kunstwerk, das neben dem ästhetischen Wert auch enormes gesellschaftspolitisches Potenzial mit sich brachte. Der Verhüllte Reichstag veranschaulichte nach der politischen Wende das progressive Denken der Berliner, da er traditionelle Werte wie die Demut vor historisch wichtigen Gebäuden auf eindrucksvolle, künstlerische Weise angriff und damit das Paradebeispiel für einen Neuanfang verkörperte.
Christo erläuterte die Wichtigkeit des temporären Charakters:

„Niemand kann diese Projekte kaufen, niemand sie besitzen, niemand kommerzialisieren, niemand kann Eintritt für ihre Besichtigung verlangen – nicht einmal uns gehören diese Werke. Unser Werk handelt von Freiheit, und Freiheit ist der Feind allen Besitzanspruchs, und Besitz ist gleichbedeutend mit Dauer. Darum kann das Werk nicht dauern.“

Die Künstler lehnen sich gegen die Vermarktung der Kunst auf. Während die Werke der meisten Künstler erwerbbar sind und besessen werden können, ist die Kunst von Christo und Jeanne-Claude immer nur temporär und kann von jedem, der die Muße dazu hat, kostenlos und ohne Barrieren betrachtet werden.
Der fraktionslose Abgeordnete Ulrich Briefs brachte die Bedeutung des Projekts für Deutschland während der Debatte vor der Abstimmung auf den Punkt: „Die Verhüllung ist zumindest – diesen Wert hat sie – eine spektakuläre Aktion gegen nationales und gegen sonstiges deutsches Spießertum.“ Freimut Duve von der SPD fügte hinzu: „Lassen Sie uns diese neue deutsche, demokratische Gelassenheit durch ein großes Symbol für 14 Tage beweisen. Dann gehen wir mit großem Vergnügen und mit großem Ernst in den umgebauten Reichstag“. Der „Architekturpolitiker“ Peter Conradi (SPD), einer der Hauptverfechter der Verhüllung, bemerkte in der Bundestagsdebatte über das Projekt am 25. Februar 1994: „Und so wie in Frankreich, wo Chirac zuerst das Projekt der Umhüllung des Pont Neuf als Marotte einer elitären Minderheit abtun wollte und dann, als Hunderttausende, ja Millionen sich daran begeisterten, immer schon dafür war, so werden auch bei uns die Kritiker von heute morgen von der Schönheit und Kraft dieses Projekts begeistert sein.“
Neben den Befürwortern gab es auch zahlreiche Gegner, die im Rahmen der Bundestagsdebatte versuchten die Befürworter umzustimmen, so etwa Wolfgang Schäuble von der CDU: „Eine Verhüllung des Reichstags – Burkhard Hirsch hat es gesagt – würde aber nicht einen, nicht zusammenführen, sie würde polarisieren.“ Eike Ebert von der SPD meinte lapidar: „Meine Damen und Herren, so etwas tut man schlicht und einfach nicht!“ Zu den Gegnern des Projektes gehörte auch der damalige Bundeskanzler Helmut Kohl, konnte sich aber nicht durchsetzen. Viele der Gegner vertraten die Ansicht, das Verhüllungsprojekt sei der historischen Würde des Ortes nicht angemessen.
Für Gerhard Buchholz, den damaligen Sprecher der Berlin Tourismus Marketing GmbH (BTM), stellte die Verhüllung des Reichstags auch den Fremdenverkehr betreffend „das größte Ereignis seit dem Mauerfall“ dar.
Auch in der Populärkultur erlangte die Verhüllung des Reichstags Beachtung. So findet sich etwa eine Erwähnung in einer Folge der US-amerikanischen Trickfilm-Serie Die Simpsons (Staffel 10, Episode 19) aus dem Jahr 1999, in der Familienvater Homer Simpson nach Inspiration für seine neue Künstlerkarriere sucht, woraufhin seine Tochter Lisa ihm von Christos und Jeanne-Claudes Projekten berichtet. Der Dichter Peter Hacks kommentierte schlicht: „Ein Irrer wickelt Lappen um ein Haus.“
Im Berliner Volksmund erhielt der verhüllte Reichstag unter anderem die Bezeichnung „Kohlroulade“ (in Anspielung auf Helmut Kohl).
Im Juni 2025, drei Jahrzehnte später, wurde mit einer Lichtinstallation des Lichtdesigners Andreas Boehlke an das Werk erinnert.

## Bildrechte
Nach Ablauf des Projekts entbrannte ein Rechtsstreit zwischen dem Künstlerpaar und einem Berliner Postkartenverlag, der Postkarten mit Motiven des verhüllten Reichstags ohne Zustimmung der Künstler vertrieb. Der Verlag berief sich auf die sogenannte „Panoramafreiheit“ (§ 59 des deutschen Urheberrechtsgesetzes), wonach Aufnahmen von Werken, die sich bleibend an öffentlichen Wegen, Straßen oder Plätzen befinden, auch ohne Zustimmung des Urhebers hergestellt und verbreitet werden dürfen. Der Verlag verwies darauf, dass sich das Kunstwerk für seine gesamte Lebenszeit an einem öffentlichen Ort befand. Christo und Jeanne-Claude verklagten den Verlag auf Unterlassung, da sie der Ansicht waren, dass ihr Werk nicht als „bleibend“ einzustufen sei. Der Bundesgerichtshof bestätigte am 24. Januar 2002 die Auffassung der Künstler, da es sich bei dem Kunstprojekt Verhüllter Reichstag um eine zeitlich befristete Präsentation gehandelt habe. Der Verlag durfte die Postkarten daher nicht weiter ohne Zustimmung der Kläger vertreiben. Eine Verwendung von Aufnahmen für private Zwecke oder im Rahmen der Berichterstattung über Tagesereignisse war demgegenüber aufgrund anderer Schrankenregelungen des Urheberrechts stets möglich.

## Zitate
Zu den Kontroversen im Vorfeld der Bundestagsabstimmung meinte Jeanne-Claude, „daß die Verhüllung letzten Endes ‚100 Prozent der Leute in Deutschland‘ glücklich machen wird: Ein großer Prozentsatz von ihnen – nehmen wir mal an 80 Prozent – ist glücklich, weil sie den verhüllten Reichstag gesehen haben. Die restlichen 20 Prozent, die darüber in Rage geraten, werden ihrerseits glücklich sein, wenn wir ihn wieder enthüllen!“

Bildstrecke
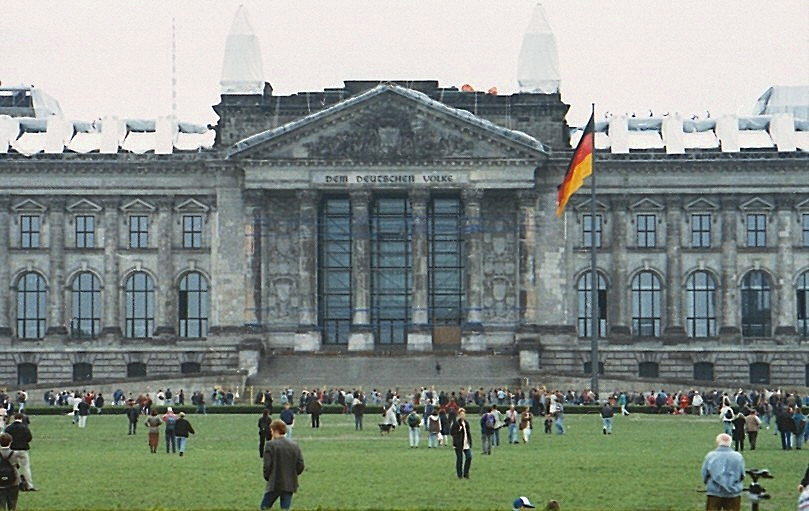
Vorbereitung der Verhüllung durch Anbringen von Schutzhauben auf dem Dach
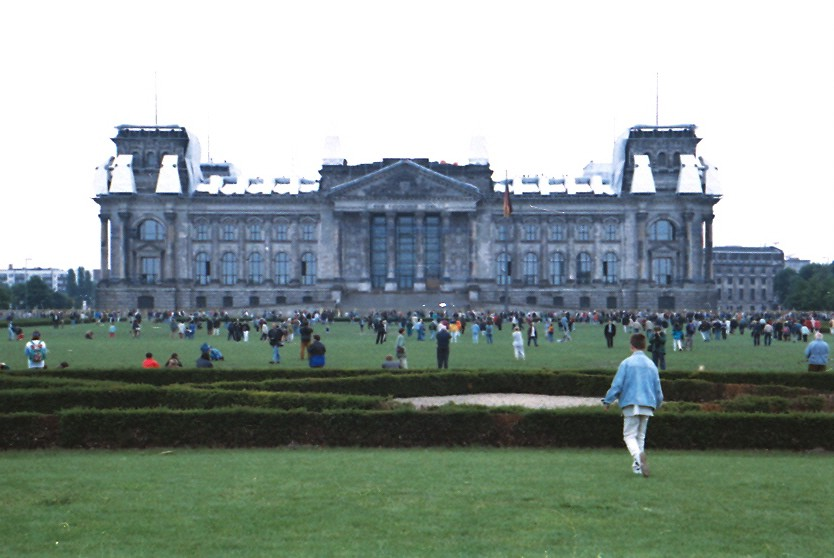
Schutzhauben
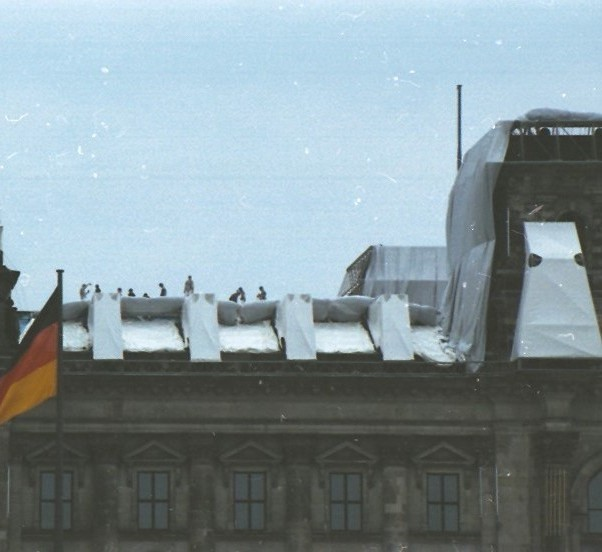
Schutzhauben
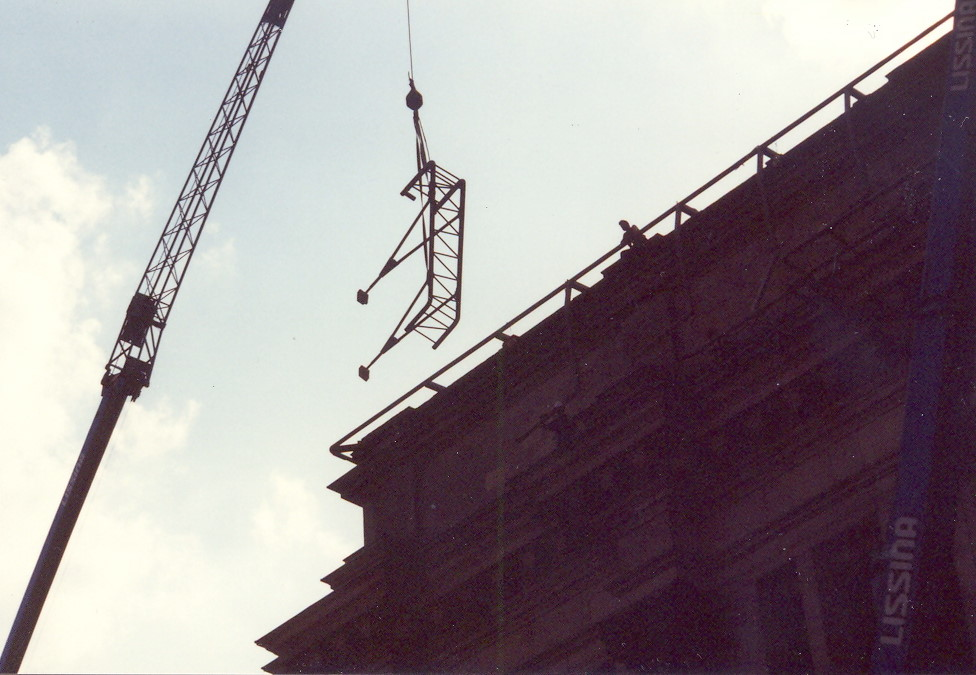
Aufbau der Unterkonstruktion aus Stahl

## Medien
- Christo und Jeanne-Claude: Verhüllter Reichstag 1971–95. Ein Film über das spektakulärste Kunstereignis der Gegenwart; dem deutschen Volke. Ein Film von Wolfram Hissen und Jörg Daniel Hissen, Videokassette (VHS/PAL, ca. 98 min).
- Christo und Jeanne-Claude: Dem deutschen Volke. Verhüllter Reichstag 1971–1995. Ein Film von Wolfram Hissen und Jörg Daniel Hissen, DVD (PAL, ca. 99 min).